# Galotyri
Le galotyri (en grec moderne : γαλοτύρι) est un fromage grec fabriqué en dans les périphéries d'Épire et de Thessalie dans le Nord Est du pays. Il s'agit d'un fromage frais au lait de brebis, parfois mélangé à du lait de chèvre, pasteurisé. Il bénéficie d'une appellation d'origine protégée depuis 1996.

## Description
Le galotyri est un fromage frais, crémeux, sans forme précise, souvent tartiné sur du pain. De couleur blanche, il a un goût légèrement acidulé et frais.
Il a un pH d'environ 4, une humidité d'environ 70%, une teneur en matières grasses d'environ 14% et une teneur en sel de 3 à 4% (ces valeurs, pouvant varier d'un fromage à l'autre, ne sont qu'indicatives et non des contraintes pour qu'un fromage puisse bénéficier de l'AOP galotyri).

## Fabrication
Le galotyri est fabriqué à partir de lait entier de brebis, parfois mélangé à du lait de chèvre. Le lait doit provenir des districts regionaux de Ioannina, Thesprotie, Arta ou Prévéza en Épire ou des districts de Larissa, Trikala, Karditsa ou Magnésie en Théssalie.
Il existe des variantes régionales de ce fromage pour lesquelles le procédé de fabrication peut changer. Généralement, le lait est pasteurisé, puis laissé reposer 24h à température ambiante. Il est ensuite salé à hauteur de 3 ou 4% puis à nouveau laissé reposer à température ambiante durant deux jours. À l'issue de ces trois jours, le lait a fermenté et s'est acidifié. Il y est alors parfois ajouté de la présure, mais pas nécessairement. Le galotyri est ensuite placé dans des outres, des fûts de bois ou d'autres récipients, à une température inférieure à 8°C, pour l'affinage.

## Histoire
Le galotyri est généralement considéré comme un des plus vieux fromages grecs. Sa fabrication, relativement simple, est longtemps restée familiale : chaque foyer fabriquait son propre galotyri avec le lait de la traite journalière. Jusqu'à la fin du XXème siècle, on n'en trouvait que rarement hors de sa zone de production. Depuis, une production artisanale puis industrielle s'est développée et l'on trouve du galotyri dans toute la Grèce.